# منتخب إيران لكرة الطائرة للرجال
منتخب إيران الوطني للكرة الطائرة للرجال هو المنتخب الوطني الرسمي للكرة الطائرة للرجال في إيران. يديره الاتحاد الإيراني للكرة الطائرة (I.R.I.V.F.)، ويشارك في مسابقات دولية للكرة الطائرة. يُعدّ المنتخب الإيراني من أفضل الفرق في العالم. يعد المنتخب الإيراني للكرة الطائرة من بين أفضل الفرق في العالم اليوم. كما احتلت الكرة الطائرة الإيرانية المركز السادس عالميا
.

## إنجازات الكرة الطائرة الإيرانية في المسابقات:
الميدالية البرونزية في كأس العالم.
بطولة آسيا: أربع ميداليات ذهبية وثلاث ميداليات فضية وميدالية برونزية واحدة.
الألعاب الآسيوية: ثلاث ميداليات ذهبية، وثلاث ميداليات فضية، وميدالية برونزية واحدة.
كأس الاتحاد الآسيوي: ثلاث ميداليات ذهبية وميداليتان فضيتان.
وأربع ميداليات ذهبية في دورة الألعاب الإسلامية.
آسيا الوسطى ثلاث ميداليات ذهبية واثنتان فضيتان.
ميدالية فضية في الألعاب الغربية.
إجمالي الميداليات:: 17 ميدالية ذهبية ، 11 ميدالية فضية ، 3 ميداليات برونزية